# Rellen in 's-Hertogenbosch december 2000
Op 16 december 2000 braken er rellen uit in de Graafsewijk te 's-Hertogenbosch.
De rellen braken uit, nadat eerder die dag Pierre Bouleij, een supporter van FC Den Bosch, dood was geschoten door een politieagent in de Hambaken, een wijk in het stadsdeel Noord.
Woede en verontwaardiging over het optreden van de politie waren de motieven van een groep supporters in het centrum van de stad om vernielingen aan te richten. Later, toen de politie arriveerde, gingen leden van de groep de confrontatie aan met de politie. De groep bestond toen nog uit ongeveer twintig personen. De groep werd langzaam wat groter, een sein voor de politie om de groep naar buiten het centrum te dirigeren. Zo werden ze naar de Graafsewijk gedreven, alwaar de rellen heviger werden. Onderweg werden er vernielingen gepleegd en werd er onder andere een bloedbank in brand gestoken. De groep bestond intussen al uit zo'n driehonderd  personen. Burgemeester Ton Rombouts had intussen de wedstrijd tussen FC Den Bosch en VVV-Venlo verboden. De rellen duurden drie dagen en kregen zowel nationale als internationale aandacht van de media.

## Pierre Bouleij
De politie was naar de Hambaken gegaan, vanwege een melding van burenruzie. De politie wilde de ruzie sussen, maar Bouleij wilde dat de agenten het huis zouden verlaten. Pierre Bouleij had een mes in zijn hand, maar volgens ooggetuigen kon de agent die het dodelijk schot afvuurde dat mes niet hebben gezien, omdat Bouleij dat mes achter een deur zou hebben gehouden. Bouleij werd in een hoek gedreven, waar hij werd doodgeschoten. De politie hield het op noodweer, ooggetuigen spraken van moord. De politieagent werd vrijgesproken, ondanks aanwijzingen voor een inschotopening in de rug. Pierre's vrouw Patricia Bouleij organiseerde naar aanleiding van het schietincident een stille tocht voor haar man.